# Azurina (género)
Azurina es un género de peces de la familia de los Pomacentridae.

## Especies
Según FishBase (18 abr. 2016) y World Register of Marine Species (18 abr. 2016):
- Azurina eupalama Heller & Snodgrass, 1903
- Azurina hirundo Jordan & McGregor in Jordan & Evermann, 1898